# Superkubak Belarusi 2018
La Superkubak Belarusi 2018 è stata la nona edizione di tale competizione. Si è disputata il 10 marzo 2018 a Minsk. La sfida ha visto contrapposte il BATĖ Borisov, vincitore della Vyšėjšaja Liha 2017, e il Dinamo Brėst, vincitore della Kubak Belarusi 2016-2017.
Per la prima volta nella propria storia, il Dinamo Brest si è aggiudicato il trofeo.

## Tabellino
| Arbitro: | Aljaksej Kul'bakoŭ (Homel') |

|            |           |                            |
| Drahun 90’ | Marcatori | 14’ (rig.) Gotal 30’ Vitus |